# Nova Rock

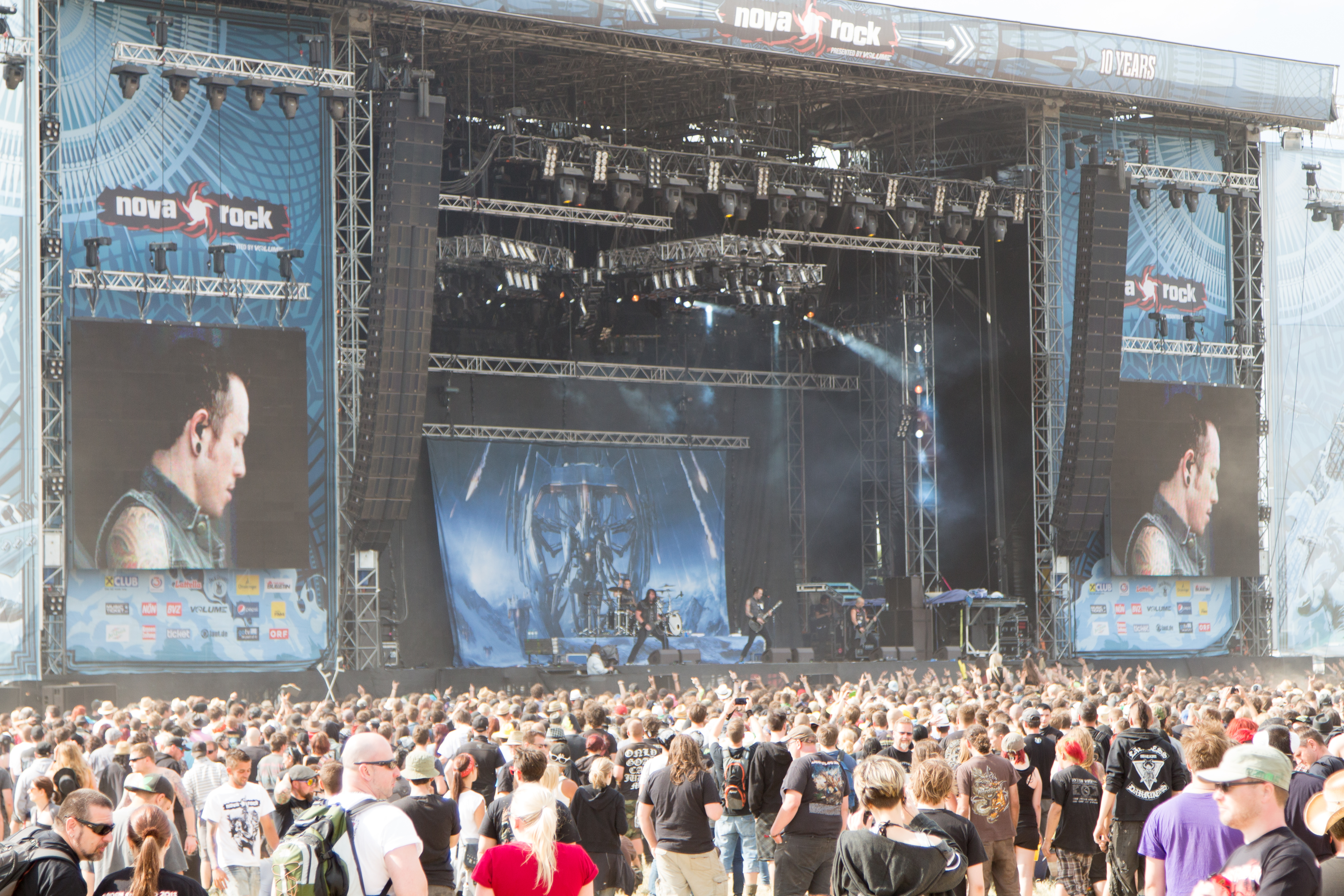
Nova Rock 2014

Nova Rock è un festival europeo musicale di genere heavy metal e alternative rock, che si svolge nelle campagne di Nickelsdorf, vicino al confine con l'Ungheria, dal 2005. Si tiene tipicamente a metà giugno ed è il più grande festival austriaco ed uno dei maggiori festival rock in Europa.
Nelle ultime edizioni hanno partecipato artisti di fama mondiale come Iron Maiden, Rage Against the Machine, Green Day, Incubus, Metallica, Guns N' Roses, Slipknot, Joe Satriani, Faith No More, Gogol Bordello, Placebo, Dimmu Borgir.

## Eventi

### Edizione 2005
- Green Day, Die Ärzte, Audioslave, Beatsteaks, Core, In Extremo, La Vela Puerca, Mando Diao, Marilyn Manson, Moneybrother, Nightwish, The Prodigy, System of a Down, Weezer.

### Edizione 2006
15 – 17 giugno
Guns N' Roses, Placebo, Metallica, Tool, Queens of The Stone Age, Massive Attack, Motörhead, Madsen, Billy Talent, Guadalajara, Seeed,  Sportfreunde Stiller, Lagwagon, Subway to Sally.

### Edizione 2007
15 – 17 giugno
Pearl Jam, The Smashing Pumpkins, Marilyn Manson, Linkin Park, The Killers, Billy Talent, Incubus, The Hives, Flogging Molly, Drowning Pool.

### Edizione 2008
13 – 15 giugno
Rage Against the Machine, The Verve, Die Ärzte, Sex Pistols, Beatsteaks, Judas Priest, Incubus, Motörhead, NOFX, In Flames, Rise Against, Disturbed, Bad Religion, Percupine Tree, Anti-Flag, Vanilla Sky.

### Edizione 2009
19 – 21 giugno
Metallica, Die Toten Hosen, Placebo, Faith No More, Slipknot, Nine Inch Nails, Limp Bizkit, Machine Head, Kaiser Chiefs, Guano Apes, Disturbed, Gogol Bordello, Staind, The Gaslight Anthem, Black Stone Cherry.

### Edizione 2010
11 – 13 giugno
Green Day, Beatsteaks, The Prodigy, Wolfmother, Airbourne, Ska-p, Alice in Chains, Deftones, Bullet for My Valentine, Deichkind, Heaven & Hell, Job for a Cowboy, Rammstein, Slayer, Sportfreunde Stiller, The Sorrow, The Hives, Subway to Sally, Skindred.

### Edizione 2011
11 – 13 giugno
Iron Maiden, System of a Down,  In Flames, Volbeat, Flogging Molly, Sick of it All, Asking Alexandria, The Darkness, Motörhead,  ... .

### Edizione 2012
08 – 10 giugno
Linkin Park, Die Toten Hosen, Metallica, Evanescence, ...

### Edizione 2022
09 – 12 giugno
Muse, Foo Fighters, Volbeat, Five Finger Death Punch, Evanescence, Bring Me the Horizon, Korn, Måneskin